# 애버딘역 (스카이트레인)

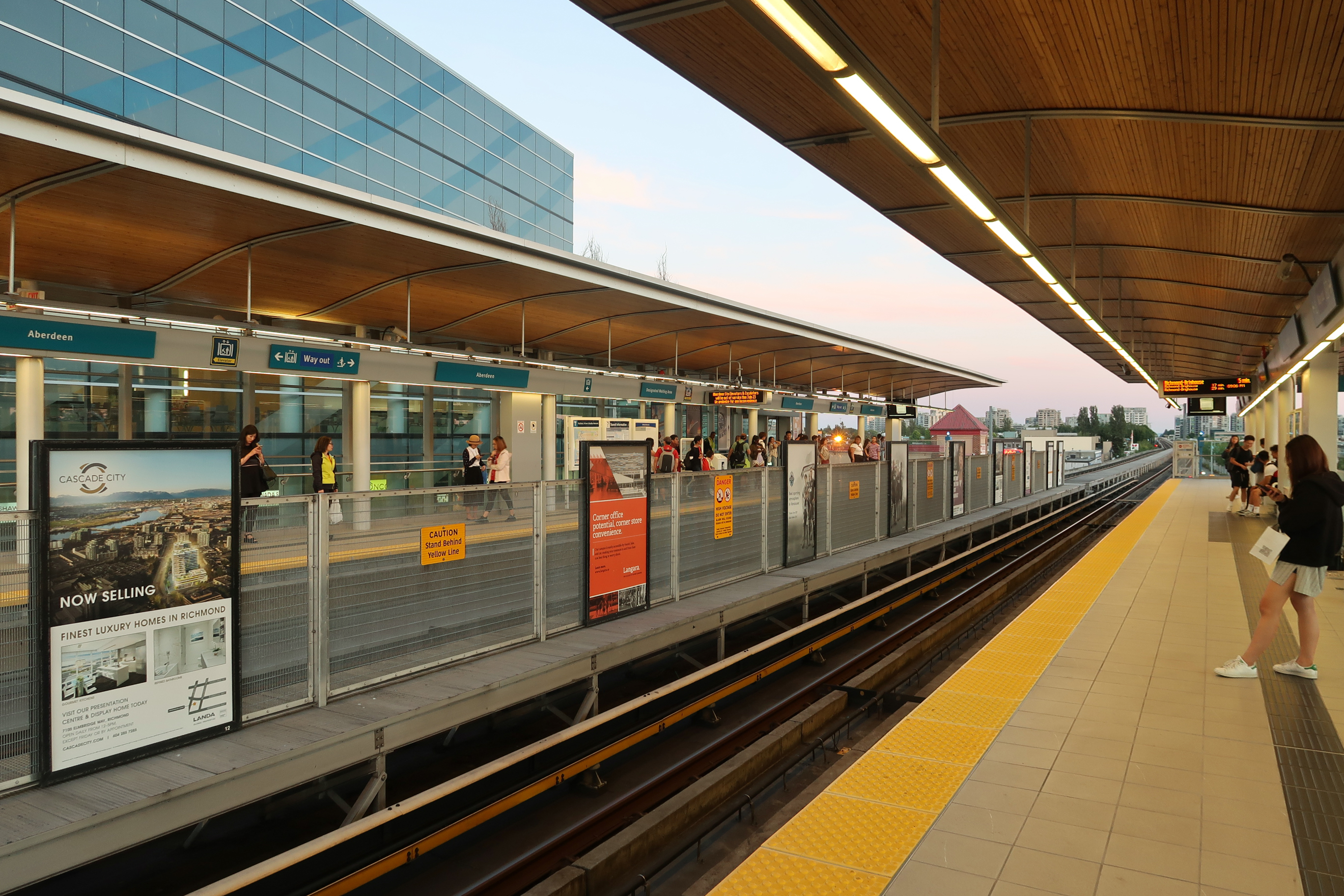
승강장

애버딘(영어: Aberdeen)역은 캐나다 브리티시컬럼비아주 리치먼드에 위치한 메트로 밴쿠버의 스카이트레인 철도역이다. 인근의 아시아 테마 쇼핑몰 중 가장 큰 애버딘 스퀘어(Aberdeen Square)와 애버딘 센터(Aberdeen Centre)의 이름을 따서 지어졌다.

## 위치
애버딘 역은 3번 도로와 캠비 도로(Cambie Road) 교차로 남쪽에 있다. 이 역은 리치먼드의 골든 빌리지의 북에서 남으로 따라 야오한 센터, 프레지던트 광장, 애버딘 센터, 파커 플레이스를 포함한 수많은 아시아 테마 쇼핑 센터와 근접해있다. 철도역의 동쪽(북행) 승강장은 overhead walkway를 통해 애버딘 광장과 애버딘 센터 쇼핑몰로 연결된다.

## 역명
이 역은 원래 RAV 프로젝트 매니지먼트(RAVCO)에 의해 "캠비역(Cambie station)"으로 불릴 계획이었으며, 리치먼드시는 2005년 7월에 이 이름에 대한 선호도를 확인했다. 그러나 캐나다선 프로젝트 매니지먼트 주식회사(RAVCO에서 사명 변경)가 수행한 역명 연구에서는 이 이름에 대한 몇 가지 우려 사항을 확인했으며, 그 중 "캠비"라는 명칭이 리치먼드와 밴쿠버(캐나다선이 캠비가(Cambie Street) 아래에서 운행하는 곳)에서 거리 이름으로 사용되기 때문에 혼란이 발생할 가능성이 있다고 밝혔다.
본 연구에서는 지역을 고려하여 다음과 같은 대체 명칭을 제안했다.: "인터내셔널역(International station)", "리버사이드역(Riverside station)", "골든 빌리지역(Golden Village station)", "골든플라자역(Golden Plaza station)", "아시아퍼시픽역(Asia Pacific station)", "애버딘역(Aberdeen station)". 첫 번째 두 가지 옵션은 내부 직원 권고사항으로 선택되었다. 반면에 "애버딘 역"은 상업적인 명칭을 피하기 위해 명명 연구에 의해 권장되지 않았다. 단, "애버딘 빌리지(Aberdeen Village)"는 역이 위치한 계획 하위 지역의 이름이라는 이유로 정당화될 수 있다.
리치먼드시의 계획위원회는 2006년 4월 4일 "애버딘역"으로 개명하는 것에 찬성표를 던졌는데, 이는 "지역사회에서 쉽게 식별할 수 있고 경제 및 인구 성장과 동의어가 될 것"이라고 주장했다.

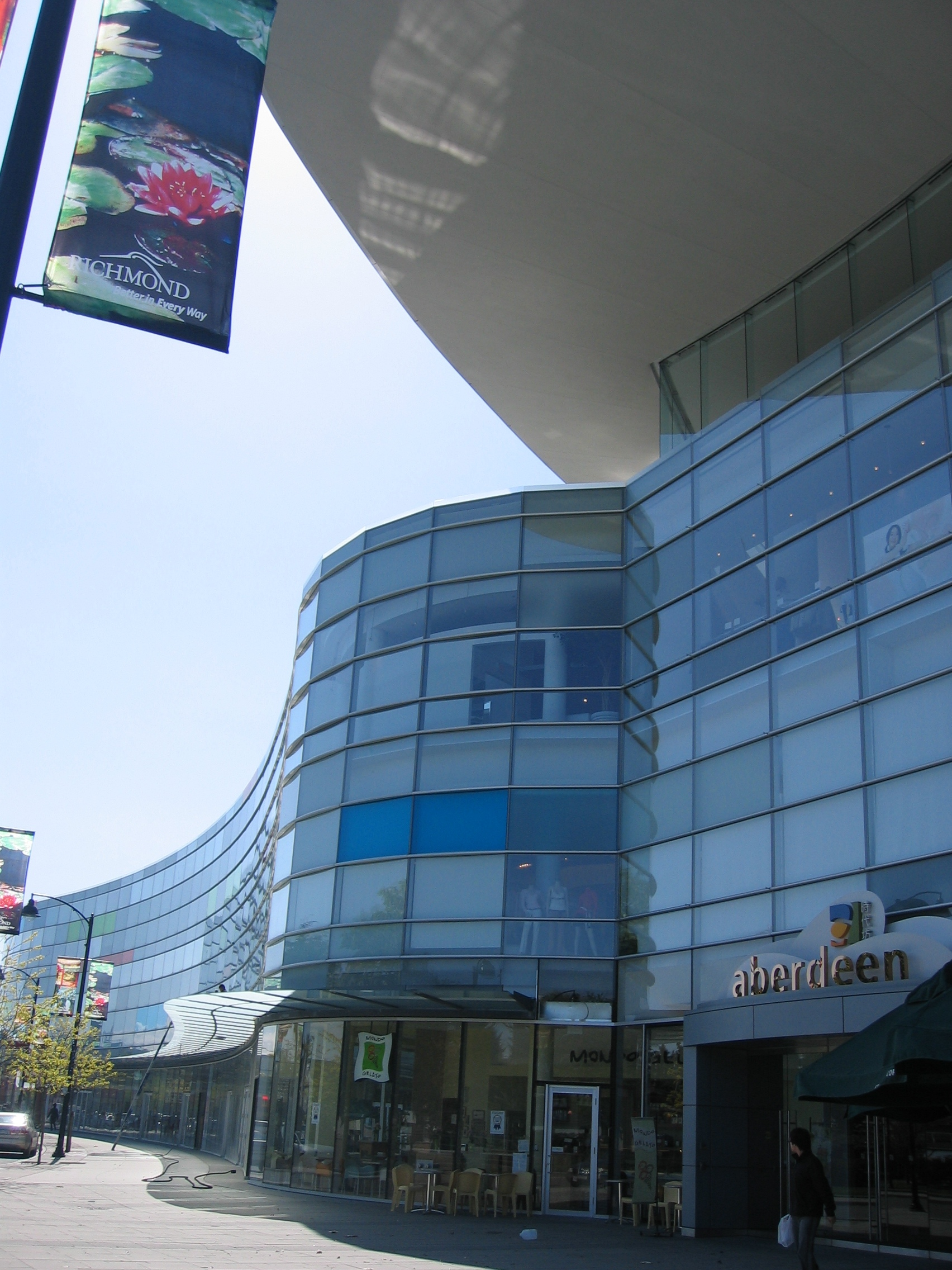
애버딘 센터

## 역 정보

### 역 구조
| T | 상부층 대합실                   | 애버딘 센터와 연결 컴파스 자동발매기, 개집표기     |
| T | 상대식 승강장, 오른쪽 문이 열림 |                                                    |
| T | 1번 승강장 내행                 | ← ■ 캐나다선 워터프런트 방면 (브리지포트)          |
| T | 2번 승강장 외행                 | ■ 캐나다선 리치먼드-브리그하우스 방면 (랜즈다운) → |
| T | 상대식 승강장, 오른쪽 문이 열림 |                                                    |
| S | 거리층                          | 출구, 컴파스 자동발매기, 개집표기                  |

## 버스 노선
- 403 Three Road(3 도로) / Bridgeport station(브리지포트역)
- 410 Richmond–Brighouse Station(리치먼드-브리그하우스역) / 22nd Street Station(22번가역)
- N10 Richmond–Brighouse Station(리치먼드-브리그하우스역) / Downtown(다운타운)